# Вспышка чумы в станице Ветлянской
Ветлянская чума — вспышка чумы в станице Ветлянской (Ветлянке) в 1878—1879 годах. 

## Начало эпидемии
Станица Ветлянская или Ветлянка Енотаевского уезда Астраханской губернии, расположенная на берегу Волги, насчитывала на момент начала эпидемии около 1700 жителей и 300 дворов. Современниками отмечалось, что Ветлянка всегда во время эпидемий страдала сильнее, чем окрестные поселения, от таких типичных для того времени инфекционных болезней как холера, корь, скарлатина и прочие «лихорадки». Однако чума во второй половине XIX века считалась болезнью «побеждённой» в цивилизованных странах, в том числе и в европейской части России.
Действительно, с середины XIX века случаи заболевания чумой в России прекратились на несколько десятилетий, вплоть до 1877 года, когда чума вернулась в Астраханскую губернию, за это время медики постепенно утратили навыки её распознавания, а все регистрируемые случаи объявлялись «завозными» с Востока, из Персии, где в это время бушевала эпидемия. Астраханский регион в целом воспринимался как «слабое место», через которое эпидемии из мусульманских стран проникают на территорию Российской империи:
«Есть все основания утверждать, что… г. Астрахань с рыбными промыслами представляет собой открытую дверь, а сама Волга с её прибрежными поселениями — широкий путь для вторжения из Азии в Россию, а через Россию и в Западную Европу, всякого рода эпидемий».
Первой жертвой эпидемии стал 65-летний казак Агап Хритонов, заболевший 28 сентября 1878 года и скончавшийся 2 октября. Он страдал от головной боли, общей слабости, боли в боку, кроме того, под мышкой у него обнаружился чумной бубон. Вслед за Хритоновым в октябре — ноябре заболели бубонной формой ещё несколько человек, после чего местный фельдшер Трубилов, не распознав болезнь, рапортовал о ней в Астрахань с просьбой прислать в станицу врача. На начальном этапе эпидемии было отмечено нехарактерное для чумы «смягчение» болезни — так, из первых 14-ти заболевших умерло лишь семь. Со второй половины ноября болезнь, протекавшая всё ещё в бубонной форме, ожесточилась; злокачественность и смертность возросла, появились случаи кровохарканья.

## Ход эпидемии
Переломным моментом, с которого отсчитывается второй этап эпидемии, стало проникновение болезни в семью Беловых. Многочисленный род Беловых, насчитывавший 84 человека, пострадал чрезвычайно сильно — из них погибли 59 человек, то есть 70%, пострадали 14 домов из 15-ти, причем некоторые вымерли полностью (т.н. «чумное побоище»). Именно в семье Беловых чума по до конца не выясненной причине перешла в легочную, высококонтагиозную и особо смертоносную форму, и начала распространяться воздушно-капельным путем без участия эктопаразитов, то есть блох.  
Согласно рапорту доктора Депнера, с 27 ноября по 8 декабря включительно в Ветлянке заболело 110 человек, из них умерло 43, выздоровело 14, находились на лечении 43 человека. Трагедия семейства Беловых деморализовала как доктора Депнера, который, пробыв в Ветлянке неделю, покинул ее по причине «нервного расстройства», так и всех жителей станицы. Заразный характер болезни стал очевиден, хотя на тот момент еще не был поставлен верный диагноз; люди прятались по своим домам, избегая контактировать друг с другом.
Пик эпидемии пришелся на 14 декабря — в этот день погибли 36 человек. Затем число заболеваний и смертей стало уменьшаться, 15 декабря погибли 19 человек, а в середине января 1879 года эпидемия в Ветлянке практически прекратилась. Однако болезнь выбралась за пределы станицы и распространилась в окрестные поселения. 
- Пришиб — население на начало эпидемии — 3523 человека; умерло в два этапа, от двух контактов с Ветлянкой (монахини, читавшие над покойниками Псалтирь), 16 человек (последний умер 24 декабря).
- Енотаевск — 2 случая смерти от чумы.
- Старицкое — население — 2155 человек; умерло 8 человек.
- Михайловка — население — 668 человек; умерло 3 человека.
- Удачное — население — 860 человек; умерло двое.
- Табун-Аральское урочище — заразились и умерли 5 человек.
- Селитренное — население — 2499 человек; умерло 36 человек (последний умер 27 января).

## Диагностика болезни
Несмотря на наличие, казалось бы, очевидных признаков бубонной чумы у самых первых больных, многочисленные медики, фельдшера и врачи, прибывавшие в Ветлянку, в течение нескольких месяцев не могли поставить верный диагноз, высказывая множество самых разных предположений. В метрической книге станицы до конца ноября указывались такие причины смерти как «простуда», «злокачественная» или «тифозная горячка». Доктор Кох, прибывший в Ветлянку в ноябре, описал болезнь как «жестокую перемежающуюся лихорадку с припуханием желез» и назначал больным хинин, как при малярии. Сам Кох заразился и умер от чумы 15 декабря. 
Доктор Депнер в своем рапорте наказному атаману Астраханского казачьего войска в конце декабря писал: «Описанные мною признаки этой жестокой болезни дают мне право смотреть на нее или как на самый жестокий и злокачественный тиф, или как на своеобразную людскую чуму (Pestis Indica, Гирш), или как на болезнь новую, среднюю между тифом и чумой».
18 декабря в Ветлянку, оставшуюся без врачей и без больницы (Кох скончался, Депнер уехал, а организованная в начале декабря больница представляла собой заброшенное, заполненное трупами помещение с выбитыми окнами), прибыли доктора Морозов и Григорьев. Они также не распознали болезнь. Предложенные ими диагнозы (разные для разных больных): крупозная пневмония, тиф и «тифозная пневмония» (pneumonia typhosa). Морозов умер 28 декабря, а Григорьев — 7 января 1879 года. 
В начале января в Ветлянку прибыл чиновник особых поручений, доктор Краcoвский, определивший болезнь как «pneumo-typhus». Кроме того, Астраханский врачебный инспектор, доктор Цвингман, категорически возражал против признания болезни за чуму.
Подобные затруднения медиков в постановке диагноза, а также медлительность русского правительства, тянувшего с сообщением об эпидемии, в которых прослеживалось скорее упорное нежелание признать неведомую болезнь за чуму со всеми вытекающими из этого последствиями, нуждается в дополнительном объяснении. Признание того факта, что на территории государства, претендующего на цивилизованность, свирепствует чума, влекло за собой ряд политических и экономических последствий, также неизбежно нанесло бы ущерб международной репутации Российской империи.

## Меры борьбы с эпидемией
Возбудитель чумы — чумная палочка Yersinia pestis — была открыта в 1894 году; а единственное эффективное лечение — антибактериальная терапия с применением стрептомицина — впервые применено в 1947 году. 
Таким образом, медицина конца XIX века не могла противопоставить чуме никаких кардинально новых мер, помимо карантина и дезинфекции. Вынужденно применялись все известные на тот момент средства против «горячечных болезней»: салициловая кислота, соляная кислота, хинин, холод, однако все они оказывались мало- или вовсе неэффективными. Однако далеко не все больные могли получить даже такое лечение или хоть какой-то уход. На первом этапе болезни, когда еще не был очевиден ее эпидемиологический характер, больные тянули с обращением за медицинской помощью.
Первая больница была открыта 8 декабря в доме купца Калачева, безвозмездно переданный им под эти цели, и была рассчитана на 20 больных. В тот же день она была заполнена больными, из которых к утру следующего дня в живых оставалось лишь шестеро. Вдобавок печи оказались неисправными, произошло задымление помещения и пришлось выбить стекла, таким образом в декабре больница осталась без отопления. Смотрители и санитары умирали один за другим, сменявшим их добровольцам ведрами носили водку, чтобы хоть как-то удержать их от бегства, и те постоянно лежали пьяными среди больных и мертвых, не выполняя никаких обязанностей. Трупы перестали выносить, больным не оказывался никакой уход, заболевших доставляли туда силой. Всего в этой больнице от чумы, голода и холода умерли 70 человек. 18 декабря Морозов и Григорьев, приехав в Ветлянку, спасли из совершенно заброшенной больницы одну женщину — Авдотью Щербакову, которая выздоровела после чумы, однако чуть было не умерла от холода и голода. Были открыты еще две больницы, однако в них ситуация была не лучше.
Труднее всего было организовать уборку трупов, так как местные жители боялись прикасаться к ним из боязни заразиться. Опустевшие дома закрывали снаружи прямо с покойниками, а иногда и с еще живыми внутри, и избегали подходить к ним. Даже родственники отказывались хоронить своих близких.  Зачастую привлечь местное население к уборке трупов удавалось тем же способом, что и к уходу за больными — предварительно напоив. Чтобы обезопасить себя при контакте с трупами врачи и служащие использовался деготь, которым мазали одежду и рукавицы, затем руки, лицо и одежда омывались карболкой. Могилы засыпали известью. 
В Ветлянку были командированы известные за рубежом российские ученые — Г.Н. Минх и Э.Э. Эйхвальд. К концу эпидемии туда прибыла международная комиссия эпидемиологов из 11 делегатов Германии, Франции, Англии, Австро-Венгрии, Румынии и Турции во главе с известным немецким гигиенистом и эпидемиологом Августом Гиршем.
Хотя болезнь долгое время не могли диагностировать, доктор Депнер уже 11 декабря заявил о необходимости введения карантина для Ветлянки. В конце декабря 1878 года был организован карантин как в Ветлянке, так и в близлежащих поселениях. Было запрещено движение обозов по Московскому тракту через Енотаевский уезд, Ветлянская почтовая станция прекратила работу, начался подвоз дезинфекционных средств (железного купороса, карболовой кислоты, уксуса). 
Граф М. Т. Лорис-Меликов, направленный в Астрахань временным генерал-губернатором для борьбы с эпидемией, имел полномочия почти неограниченные. Он оцепил всю губернию очередным (четвёртым по счёту) кордоном, лично был в Ветлянке, осматривал кордоны; из отпущенных в его распоряжение четырёх миллионов рублей для борьбы с чумою было израсходовано не более трёхсот тысяч рублей. 
Ветлянку открыли 13 марта, общий кордон сняли в апреле. За организацию борьбы с чумой Лорис-Меликов был удостоен ордена св. Александра Невского.

## Последствия
Всего за время эпидемии в Ветлянке чумой болело 446 человек (25% всего населения), из них выздоровели 82 человека, погибли 364 человека (82% из числа заболевших). Умер священник Гусаков, шесть фельдшеров: Трубилов, Степанов, Беляков, Семенов, Анискин и Коноплянников, и три приезжих врача: Кох, Морозов и Григорьев. Умерли почти все дети-сироты в организованном для них приюте, запертом снаружи после появления в нем чумы. 
Эпидемия в Ветлянке продемонстрировала кризис тогдашних представлений о распространении инфекционных заболеваний — господствовавшей тогда миазматической теории, т.е. болезнетворных «миазмов» в воздухе, а также неэффективность большинства мер индивидуальной защиты. 
С конца декабря в прессе начали распространяться сообщения об эпидемии в Ветлянке, сперва сообщалось об ужасном тифе, а после подтверждения чумы среди населения началась паника — повсюду, даже в Петербурге, принялись скупать профилактические средства, цены на карболовую кислоту тут же поднялись в несколько раз. 
После подтверждения чумы в Астраханской губернии, европейские страны наложили эмбарго на ряд российских товаров и ввели санитарные меры для русских путешественников, включающие медицинское освидетельствование, дезинфекцию багажа и одежды и 20-дневный карантин. Европейские дипломаты, в первую очередь австрийские и немецкие, не преминули упрекнуть Россию в недостатке цивилизованности, так как чума в XIX веке считалась болезнью отсталых азиатских государств.
Российскому обществу пришлось пересмотреть прежнее отношение к чуме как к побежденной болезни, лишь по случайности проникающей на территорию России из мусульманских стран. Хотя и без понимания истинной причины распространения болезни — через укусы зараженных блох, все же пришлось признать существование незавозных очагов чумы в России: 
Чума — не заносная болезнь, а наш родной продукт, назревший, самостоятельно выработавшийся в рабочем населении Астраханской губернии благодаря бедственному положению рабочего люда и невыразимой небрежности в ведении основного промысла астраханского Поволжья — рыбного. В течение десятков лет не очищались, не дезинфицировались рыбные помещения, лари для соленой рыбы, в течение десятков лет в них накоплялся заразительный яд, который в конце концов переродился в чумный и разлился по всей Астраханской губернии. Как ни оскорбителен для русского самолюбия этот факт, но его необходимо сознать.

На заседании Общества русских врачей 8 февраля 1879 года лейб-медик императорской семьи Сергей Петрович Боткин заявил: 
«Нужно думать, что чумная зараза в Кавказской армии полтора года тому назад делала свои опустошения под именем тифа. <...> По всей вероятности, диагностика этих заболеваний на Кавказе маскировалась другими инфекционными болезнями, болотной миазмой, тифозными процессами (брюшным, сыпным, возвратным тифом), осложнявшими чумный яд»